# Morschen
Morschen est une municipalité allemande située dans l'arrondissement de Schwalm-Eder et dans le land de la Hesse. Elle se trouve  au sud de Cassel.

## Culture et lieux d'intérêt
L'ensemble de la commune de Morschen possède un large éventail de curiosités historiques et culturelles. Les points forts sont le monastère de Haydau, la rue historique du marché de Neumorschen, le manoir de style baroque tardif "Altes Forstamt" et le cimetière juif de Binsförth. Le musée des pompiers à Altmorschen et le musée d'histoire locale à Wichte fournissent des informations sur l'histoire régionale. Les archives locales et le monastère de Haydau proposent également des expositions sur l'histoire locale.

## Personnalités

### Connecté avec Morschen
- Johann Sutel (c. 1504-1575), théologien et réformateur protestant, né à Morschen.
- August Heinzerling (1899-1989), inventeur du Rührfix, vivait à Morschen[1].
- Eugen Mahler (1927-2019), artiste et professeur à l'Université de Kassel de psychanalyse et de dynamique de groupe, a vécu à Morschen[2].
- Anna-Sophie Mahler (* 1979), chef d'orchestre
- Nils Seethaler (* 1981), anthropologue culturel

### Citoyen d'honneur
- 1981 : Waltari Bergmann (1918-2000), recteur.
- 1998 : Gottfried Kiesow (1931-2011), conservateur allemand des monuments.
- 2001 : Ludwig Georg Braun (* 1943), entrepreneur allemand.

## Source de la traduction
- (de) Cet article est partiellement ou en totalité issu de l’article de Wikipédia en allemand intitulé « Morschen » (voir la liste des auteurs).